# Álvaro Buela
Álvaro Buela (Durazno (Uruguai), 1961) és un professor universitari, guionista i director de cinema uruguaià. El 1986 es va graduar en psicologia a la Universitat de la República, però ha treballat com a periodista entre 1988 i 2014 a les seccions culturals de diversos diaris. Va ser editor de la revista de cinema M (1994-1996) i treballa principalment com a professor de la Facultat de Comunicació i Disseny de la Universitat ORT Uruguai.
Com a director de cinema va debutar el 1997 amb el llargmetratge Una forma de bailar. El 2005 va dirigir Alma mater, de la que també en va escriure el guió, i que va guanyar el premi Casa d'Amèrica en Cinema en Construcció del Festival Internacional de Cinema de Sant Sebastià 2004 i fou candidata al Goya a la millor pel·lícula estrangera de parla hispana (2006)

## Filmografia
- Una forma de bailar (1997)
- Alma mater (2005)
- La deriva (codirecció, 2010)
- Limbo (curtmetratge, 2013)
- El proyecto de Beti y el hombre árbol (2013)[5]